# Stefano Tonut
Stefano Tonut (Cantù, Lombardía, 7 de noviembre de 1993) es un baloncestista italiano que pertenece a la plantilla del Olimpia Milano de la Lega Basket Serie A, la primera categoría del baloncesto italiano. Con 1,92 metros de estatura, juega en la posición de escolta. Es hijo del que también fuera jugador profesional y de la selección italiana Alberto Tonut.

## Trayectoria deportiva

### Profesional
Comenzó a jugar al baloncesto en las categorías inferiores del Falconstar Monfalcone de la Serie B Dilettanti, debutando en el primer equipo en la temporada 2010-11, participando en 6 partidos en los que promedió 4,0 puntos por partido, participando el resto de la temporada en el equipo junior.
En 2012 fichó por el Pallacanestro Trieste de la Serie A2 Gold, donde jugó tres temporadas, despuntando en la última, en la que acabó promediando 18,8 puntos 4,0 rebotes y 2,4 asistencias por partido, convirtiéndose en el máximo anotador italiano de la categoría, logrando entre otros los galardones de mejor jugador nacional, mejor joven y jugador más mejorado de la temporada.
En julio de 2015 firmó contrato por cuatro temporadas con el Reyer Venezia Mestre, llegando por fin a jugar en la másima categoría del baloncesto italiano. En su primera temporada, saliendo desde el banquillo, promedió 4,9 puntos y 1,7 rebotes por partido.
El 25 de junio de 2022, Tonut fichó por el Olimpia Milano de la Lega Basket Serie A italiana y la Euroliga.

### Selección nacional
Fue un habitual de la selección de Italia en sus categorías inferiores. Ganó la medalla de oro en el Europeo sub-20 disputado en Estonia en 2013, promediando 6,5 puntos y 1,0 rebotes por partido. Debutó con la selección absoluta en el Torneo Preolímpico FIBA 2016 celebrado en Turín, donde participó en cuatro partidos en los que promedió 1,0 puntos.
En verano de 2021, fue parte de la selección absoluta italiana que participó en los Juegos Olímpicos de Tokio 2020, que quedó en quinto lugar.
En septiembre de 2022 disputó con el combinado absoluto italiano el EuroBasket 2022, finalizando en séptima posición.
Durante agosto y septiembre de 2023 fue integrante de la selección de Italia que participó en el Mundial de 2023 celebrado en Asia, y que finalizó en octavo lugar.